# رموز مناطق الدي في دي

مناطق الدي في دي

رموز مناطق الدي في دي (بالإنجليزية: DVD region code)‏ هي تقنية رقمية مصممة لتمكين شركات تصوير الأفلام من التحكم بإصدار فيلم ومحتواه وتاريخ الصدور، حسب المنطقة. لذلك يمكن ترميز أقراص أفلام الدي في دي برمز المنطقة (region code) مما يساعد في تقسيم المناطق التي تباع فيها.
أجهزة الدي في دي تتطلب بأن يكون الجهاز الذي يباع مشفرا للمنطقة التي فيها، لكن هناك أجهزة region-free التي يمكن أن تتوفر في جميع المناطق. هناك 6 رموز رسمية و 2 متغيران. أما الأقراص فتستعمل رمزا واحدا يعمل في منطقة واحدة أو مجموعة من الرموز (Multi-Region)، أو كل الرموز (Region 0). بالإضافة يمكن تعديل أي جهاز دي في دي لتمكينه من قراءة كل الرموز.

## رموز المناطق والبلدان
| رمز المنطقة | المنطقة |
| ----------- | --- |
| 0           | مصطلح غير رسمي لوصف رمز لجميع أنحاء العالم. المنطقة 0 ليست رسمية، الاسطوانات التي تحمل هذا الرمز إما لا تحمل أي رمز أو هي لجميع مناطق 1-6.                 |
| 1           | الولايات المتحدة، كندا، برمودا |
| 2           | أوروبا (ماعدا روسيا، أوكرانيا، و بيلاروسيا)، الشرق الأوسط، مصر، اليابان، جنوب إفريقيا، إسواتيني، ليسوتو، مقاطعات وأقاليم ما وراء البحار الفرنسية، جرينلاند |
| 3           | جنوب شرق آسيا، كوريا الجنوبية، جمهورية الصين (تايوان)، هونغ كونغ، ماكاو                                                                                    |
| 4           | المكسيك، أمريكا الوسطى و أمريكا الجنوبية، الكاريبي، أستراليا، نيوزيلندا، أوقيانوسيا                                                                        |
| 5           | أوكرانيا، روسيا البيضاء، روسيا، أفريقيا (ما عدا مصر، جنوب أفريقيا، سوازيلاند، ليسوتو)، آسيا الوسطى و الجنوبية، منغوليا، كوريا الشمالية                     |
| 6           | جمهورية الصين الشعبية, هونغ كونغ |
| 7           | Reserved for future use (found in use on protected screener copies of جمعية الفيلم الأمريكي-related DVDs and "media copies" of pre-releases in آسيا)       |
| 8           | International venues such as مركبة جوية, سفينة سياحيةs, etc.                                                                                               |
| ALL         | Region ALL discs have all 8 flags set, allowing the disc to be played in any locale on any player.                                                         |